# 椙山正弘
椙山 正弘（すぎやま まさひろ、1934年7月27日 - 2019年1月1日）は、学校法人椙山女学園学園長。教育学博士。藍綬褒章。椙山女学園創設者の椙山正弌は祖父。

## 来歴
愛知県名古屋市生まれ。妻は椙山美恵子、息子は椙山泰生。
名古屋大学教育学部卒業後、椙山女学園高等学校教諭。ハーバード大学客員研究員を経て、1973年-1994年椙山女学園大学短期大学部教授、学校法人椙山女学園理事長・学園長。
1994年1月11日、椙山女学園大学生活科学部学科新設にまつわる審査に便宜をはかってもらうため、文部省高等教育局大学課の係長に現金や50万相当の家族旅行をプレゼントした贈賄容疑で逮捕される。文部省、椙山女学園大学、椙山正弘宅に家宅捜索が入った。1994年1月17日、贈収賄汚職の不祥事により学校法人椙山女学園理事長・学園長を辞任。
1998年-2000年、学校法人椙山女学園学術顧問。2000年、椙山女学園総合クリエイティブセンター総長就任。2002年-2005年、椙山女学園大学文化情報学部教授。2003年、学校法人椙山女学園理事。2005年-2012年、学校法人椙山女学園理事長。2012年4月、学校法人椙山女学園学園長。愛知県私立大学協会会長、愛知県私学総連合会会長などを歴任した。
2019年1月1日、胃癌のため死去、84歳。葬儀は近親者で行い、喪主は長男椙山泰生。後日、学園葬を行った。

## 人物
- 椙山家は代々尾張徳川家に仕えた名家であり、士族であった。尾張藩士・椙山正明の長男として生まれた、椙山女学園創設者の椙山正弌は祖父にあたる。

## 公職
- 2008年、日本私立大学協会監事
- 2008年、愛知学長懇話会世話人
- 2012年、愛知県私立大学協会会長
- 2012年、愛知県私学総連合会会長

## 受賞
- 1989年11月、愛知県知事表彰
- 1990年10月、財団法人愛知県国際交流協会、国際交流推進功労
- 1992年1月、文部大臣表彰、私立小学校教育振興功労、教育振興
- 1993年4月、藍綬褒章受章

## 著書
- 『アメリカにおける人間形成システム-アメリカ教育の変動』福村出版
- 『人間教育の本質』
- 『アメリカ教育の現実』
- 『私学人 椙山正弌』 - 椙山女学園『私学人 椙山正弌』刊行会（代表 椙山正弘）編集、1975年初版、講談社
- 『椙山女学園 100年史』 - 2006年初版